# Mongoliska folkets revolutionära parti
Mongoliska folkets revolutionära parti (MFRP) (mongoliska: Монгол Ардын Хувьсгалт Нам) är det regerande partiet i Mongoliet.
Under kommunisttiden, fram till 1990, var MFRP det enda tillåtna partiet. MFRP förlorade 1996 makten till Mongoliska demokratiska förbundet men återtog den år 2000.
Efter valet 2004 ingick man en bred koalition tillsammans med Demokratiska partiet och två mindre partier.
Den 11 januari 2006 lämnade MFRP koalitionen och regeringen under Tsachiagijn Elbegdordzj upplöstes. Den 25 januari 2006 lyckades man bilda koalition med flertalet mindre partier (och några oberoende parlamentariker) och få Mijeegombo Enchbold vald till regeringschef.
Partiet vann, enligt landets valkommission, valet i slutet av juni 2008 och erövrade 47 av 76 platser i parlamentet. Den politiska oppositionen vägrade dock erkänna sig besegrad, vilket ledde till oroligheter.